# 紀元前517年
紀元前517年（きげんぜん517ねん）は、西暦（ローマ暦）による年。
紀元前1世紀の共和政ローマ末期以降の古代ローマにおいては、ローマ建国紀元237年として知られていた。紀年法として西暦（キリスト紀元）がヨーロッパで広く普及した中世時代初期以降、この年は紀元前517年と表記されるのが一般的となった。

## 他の紀年法
- 干支 : 甲申
- 日本
  - 皇紀144年
  - 安寧天皇32年
- 中国
  - 周 - 敬王3年
  - 魯 - 昭公25年
  - 斉 - 景公31年
  - 晋 - 頃公9年
  - 秦 - 哀公20年
  - 楚 - 平王12年
  - 宋 - 元公15年
  - 衛 - 霊公18年
  - 陳 - 恵公17年
  - 蔡 - 昭侯2年
  - 曹 - 悼公7年
  - 鄭 - 定公13年
  - 燕 - 平公7年
  - 呉 - 呉王僚10年
- 朝鮮
  - 檀紀1817年
- ベトナム :
- 仏滅紀元 : 28年
- ユダヤ暦 : 3244年 - 3245年

## できごと

### 中国
- 魯の叔孫婼が宋に赴いた。
- 晋の趙鞅の主導により、魯・宋・衛・鄭・曹・邾・滕・薛・小邾の人々が黄父で会合した。
- 斉軍が魯の鄆を包囲した。

## 死去
- 叔孫婼 - 魯の重臣、叔孫昭子
- 元公 - 宋の君主